# Szalciny (rejon oszmiański)
Szalciny (biał. Шальціны; ros. Шальтины) − wieś na Białorusi, w obwodzie grodzieńskim, w rejonie oszmiańskim, w sielsowiecie Boruny.

## Historia
W czasach zaborów wieś w gminie Holszany, w powiecie oszmiańskim, w guberni wileńskiej Imperium Rosyjskiego. W 1905 roku liczyła 74 mieszkańców, 64 dziesięcin.
W latach 1921–1945 leżała w Polsce, w województwie wileńskim, w powiecie oszmiańskim, w gminie Wiszniew, a następnie w gminie Holszany.
W 1931 w 15 domach zamieszkiwało 80 osób.
Wierni należeli do parafii rzymskokatolickiej w Wiszniewie i prawosławnej w Bohdanowie. Miejscowość podlegała pod Sąd Grodzki w Holszanach i Okręgowy w Wilnie; właściwy urząd pocztowy mieścił się w Wiszniewie.
Po II wojnie światowej w granicach Związku Sowieckiego. Od 1991 w niepodległej Białorusi.